# Rissec
|  | Aquest article tracta sobre un riu del Baix Empordà. Si cerqueu el riu de l'Alt Empordà, vegeu «Rissec (Alt Empordà)». |

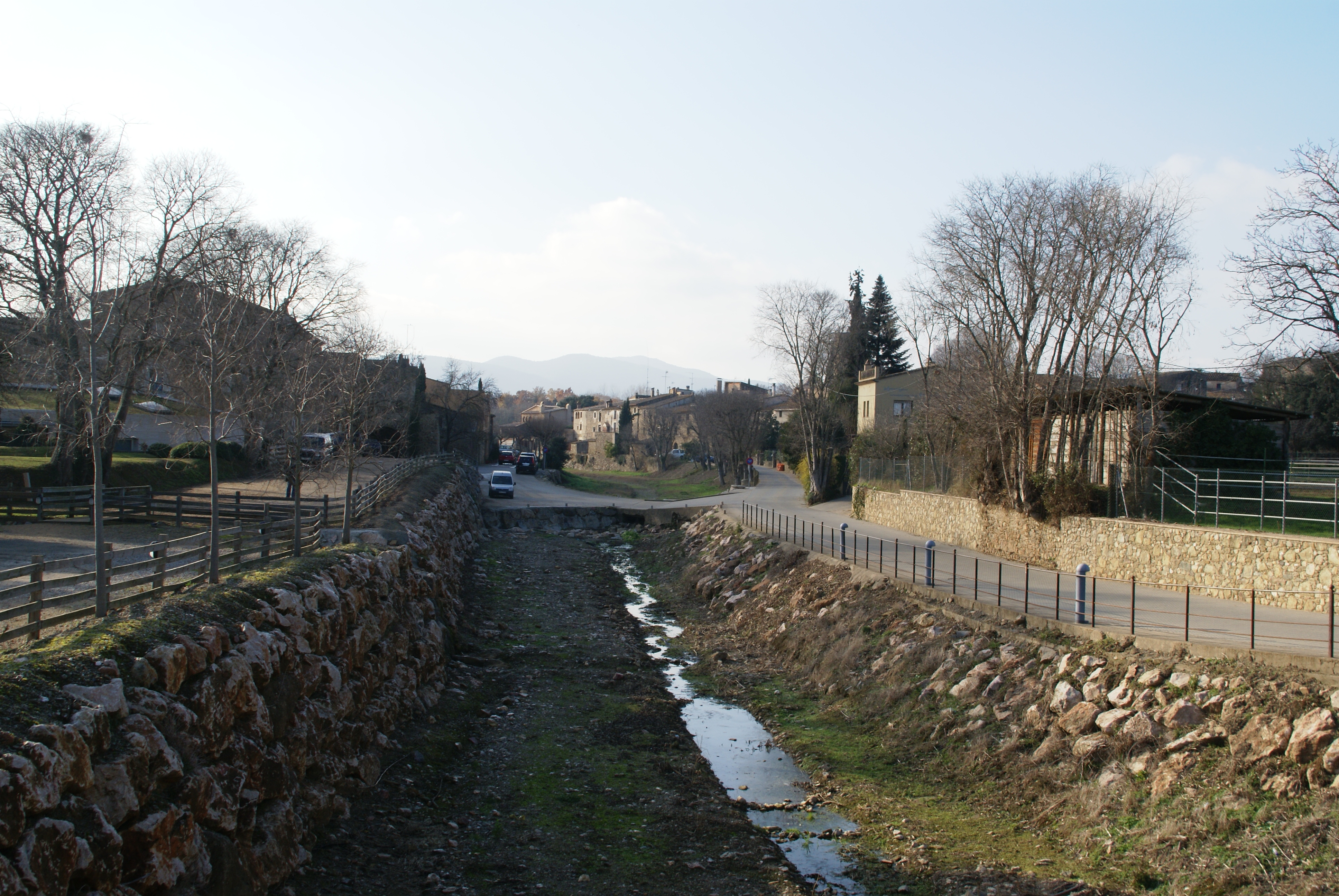
El Rissec a Monells

El Rissec és un riu empordanès afluent per l'esquerra del riu Daró. Neix a les Gavarres a la zona dels Àngels, i aboca les seves aigües al Daró en el terme municipal Corçà. Durant el seu recorregut rep les aigües de la riera de Rodonell i del torrent de Sant Pere.